# 西刘桥乡
西刘桥乡是中国山东省东营市广饶县下辖的一个乡。

## 行政区划
西刘桥乡下辖西刘桥村、小刘桥村、胜利村、高刘村、小高刘村、燕寨村、宋寨村、三水口村、韩家村、印家村、南雷埠村、西雷埠村、东雷埠村、东河口村、西河口村、东流桥村、北辛村、南塔村、北塔村、小营村、东杨家村、乌河村、蒋官村、李官村、石碑村、西燕村、桑科一村、桑科二村、桑科三村、前桑村、房家村。